# Dompierre, Oise
Dompierre är en kommun i departementet Oise i regionen Hauts-de-France i norra Frankrike. Kommunen ligger i kantonen Maignelay-Montigny som tillhör arrondissementet Clermont. År 2022 hade Dompierre 245 invånare.

## Befolkningsutveckling
Antalet invånare i kommunen Dompierre
| Referens: INSEE |